# 澳大利亚英语
澳大利亞英語（英語：Australian English，缩写：AusE、AuE、AusEng、en-AU）指生活在澳洲的人所使用的英語，其口音独特，跟英国英语及美国英语有许多不同，相對地接近新西兰英语。尽管宪法并未规定官方语言，惟澳大利亚英语為澳大利亚實際上的官方语言，也是大部分澳大利亚人的母语。1788年新南威尔士殖民地建立后，澳大利亚英语逐渐从英國英语分离出来。1820年起，其被认为与英式英语有所不同。作为一个独特的方言，澳大利亚英语在词汇、口音、发音、语域、语法和拼写等各方面与其他种类的英语迥异。澳洲英語的最大特色是使用極多簡語，例如「Afternoon」為「Arvo」、「Breakfast」為「Brekkie」等。

## 澳大利亞英語變異
一些人宣稱澳大利亞英語存在地區上的變異，但是與英國和美国英語比較起來，不同地區的澳大利亞英語口音之間的差別不大。一般來說，發音上的差別在很大程度上是取決於社會階級和教育程度的不同。南澳州英语接受了一些公认发音的影响，昆士兰州英语與普通英語差別則特别大。

## 語法
澳洲英語跟美國英語一樣，通常把集合名詞看作單數，例如：The government was unable to decide（政府無法決定）。
而英國英語則把集合名詞看作眾數，例如：The government were unable to decide。
澳洲英語與英國英語一樣，learn（學習）、spell（拼寫）和 smell（聞）的過去式和過去分詞都是不規則的（即是learnt、spelt和smelt）。
Shan't和should在以下用法：I should be happy if...（如果......，我會很高興。） 在英國英語很常見，但無論在澳洲英語或北美英語都幾乎不會出現。
美國英語中，在星期之前的介詞往往會被省略，例如：She resigned Thursday（她週四辭職）。
但在英國英語和澳洲英語中，星期之前的介詞一定要保留：She resigned on Thursday。
當要表達日期範圍，澳洲英語和英國英語一樣用to作介詞，例如：Monday to Friday（星期一至星期五）。而美國英語則用through作介詞：Monday through Friday。
澳洲英語和北美英語一樣，河流的名稱的組成通常是在River之前加上名稱，例如：Darling River（達令河）；而在英國英語，河流的名稱的組成則是在River之後加上名稱，例如：River Thames（泰晤士河）
然而，在南澳大利亞，河流名稱的組成規則與英國英語一樣，例如River Murray（墨累河）和River Torrens（托倫斯河）。當書寫或說出數目，該數目會在各數位之間分隔，例如one hundred and sixty-two（一百六十二），和英國英語一樣。但澳洲人和美國人都習慣把1200讀作twelve hundred（十二百），而不是one thousand two hundred（一千二百）。
和美國英語一樣，澳洲人會說on the weekend（在週末）和studied medicine（學習醫學）。而英國人則會說at the weekend和read medicine。
澳洲英語大量使用簡語，除了上述例子外，亦例如「Barbie」為「Barbecue」、「Aspro」為「Associate Profressor」、「Dero」為「Derelict」等，語例多不勝數。對於學習澳洲英語的人來說，口音和文法不一定是最大的挑戰，但這類縮語就連不熟悉澳洲英語的其他英語系母語使用者都大感頭痛。